# 1799 Кусевицький
1799 Кусеви́цький (1799 Koussevitzky) — астероїд головного поясу, відкритий 25 липня 1950 року.
Тіссеранів параметр щодо Юпітера — 3,203.